# Henrik Sethsson
Nils Henrik Sethsson, född 7 juli 1970 i Mariestad, Skaraborgs län, är en svensk låtskrivare.
Han var med och skrev Lyssna till ditt hjärta, Friends vinnarmelodi i den svenska Melodifestivalen 2001. Han skrev även det danska vinnarbidraget 2010, "In a Moment Like This", som slutade 4:a i Eurovision Song Contest. Totalt har Sethsson skrivit tolv tävlingsbidrag till Eurovision, varav två har vunnit och ett kommit på tredje plats.
Har även figurerat inom dansbandsgenren där han skrivit för bland andra Lasse Stefanz, Lotta Engberg, Scotts, Black Jack, Larz-Kristerz och Elisas. Han deltog i Dansbandskampen med Casanovas 2009. 2018 vann han Guldklaven som Årets sångare.

## Melodifestivalbidrag
| MF   | Låt                            | Artist          | Text/musik                                                                     | Anmärkning                |
| ---- | ------------------------------ | --------------- | ------------------------------------------------------------------------------ | ------------------------- |
| 2001 | "Lyssna till ditt hjärta"      | Friends         | Thomas G:son (t/m), Henrik Sethsson (t/m)                                      | Vinnare                   |
| 2001 | "Om du förlåter mig"           | Date            | Sofia Lagerström, Henrik Sethsson                                              | 6:e plats                 |
| 2002 | "The one that you need"        | Friends         | Pontus Assarsson (t/m), Henrik Sethsson (t/m)                                  | 8:e plats                 |
| 2004 | "Vindarna vänder oss"          | Fame            | Pontus Assarsson (m), Henrik Sethsson (m), Dan Attlerud (t)                    | 6:e plats                 |
| 2006 | "Innan natten är över"         | Kayo            | Henrik Sethsson (t/m), Thomas G:son (t/m)                                      | 6:e plats (utslagen)      |
| 2011 | "Something in your eyes"       | Jenny Silver    | Henrik Sethsson (t/m), Thomas G:son (t/m), Erik Bernholm (m)                   | 7:e plats (andra chansen) |
| 2023 | "Så kommer känslorna tillbaka" | Casanovas       | Henrik Sethsson (t/m), Mikael Karlsson (t/m)                                   | 7:e plats (utslagen)      |
| 2024 | "Forever yours"                | Elisa Lindström | Henrik Sethsson, Thomas G:son, Erik Bernholm, Henric Axelsson, Elisa Lindström | 10:e plats (Final Kval)   |

## Utmärkelser
- 2007: Guldklaven för årets sångare.
- 2011: SKAP-stipendiet
- 2018: Guldklaven för årets sångare.

## Nomineringar
- 2014: Guldklaven för årets sångare.
- 2016: Guldklaven för årets sångare.

### Fotnoter
1. ↑  Sveriges befolkning
2000:
Sethsson, Nils Henrik
(1970-07-07)
Försäkringskassan, uttag avseende 20001231 (2014)
2. ↑  http://fjl.se/nyheter/guldklaven-2018-alla-vinnare//